# Granja de Torrehermosa
Granja de Torrehermosa – gmina w Hiszpanii, w prowincji Badajoz, w Estramadurze, o powierzchni 151,69 km². W 2011 roku gmina liczyła 2269 mieszkańców.